# Antonio Creus
António Creus Rubín de Celis (Madrid, 28 ottobre 1924 – Madrid, 19 febbraio 1996) è stato un pilota automobilistico e pilota motociclistico spagnolo.

## Carriera
Tra le sue partecipazioni a competizioni motoristiche si ricordano tre presenze al GP di Spagna del Motomondiale, nel quale ha corso nelle classi 125, 350 e 500 senza ottenere punti, e la gara corsa in Formula 1 in Argentina nel 1960, conclusasi con un ritiro.
Dopo aver iniziato a gareggiare con le motociclette è passato a competere nelle competizioni delle autovetture a ruote coperte, utilizzando dapprima delle Pegaso, tra cui la Z-102, e in seguito delle Ferrari, partecipando a varie gare di durata . La prima apparizione con le monoposto di Formula 1 è avvenuto in occasione del Gran Premio di Siracusa del 1958, gara fuori campionato, seguita dalla partecipazione al Gran Premio d'Argentina 1960; in entrambe le occasioni non ha però portato a termine le gare.

## Risultati nel Motomondiale

### Classe 125
| 1953 | Classe | Moto      |  |  |  |  |  |  |  |  |     | Punti | Pos. |
| ---- | ------ | --------- |  |  |  |  |  |  |  |  | --- | ----- | ---- |
| 1953 | 125    | MV Agusta |  |  |  |  |  |  |  |  | Rit | 0     |      |

| Legenda | 1º posto        | 2º posto            | 3º posto            | A punti      | Senza punti        | Grassetto – Pole position Corsivo – Giro più veloce |
| Legenda | Gara non valida | Non qual./Non part. | Ritirato/Non class. | Squalificato | '-' Dato non disp. | Grassetto – Pole position Corsivo – Giro più veloce |

### Classe 350
| 1951 | Classe | Moto |   |  |  |  |  |  |  |  |  | Punti | Pos. |
| ---- | ------ | ---- | - |  |  |  |  |  |  |  |  | ----- | ---- |
| 1951 | 350    | AJS  | 8 |  |  |  |  |  |  |  |  | 0     |      |

| 1954 | Classe | Moto   |  |  |  |  |  |  |  |  |     | Punti | Pos. |
| ---- | ------ | ------ |  |  |  |  |  |  |  |  | --- | ----- | ---- |
| 1954 | 350    | Norton |  |  |  |  |  |  |  |  | Rit | 0     |      |

| Legenda | 1º posto        | 2º posto            | 3º posto            | A punti      | Senza punti        | Grassetto – Pole position Corsivo – Giro più veloce |
| Legenda | Gara non valida | Non qual./Non part. | Ritirato/Non class. | Squalificato | '-' Dato non disp. | Grassetto – Pole position Corsivo – Giro più veloce |

### Classe 500
| 1953 | Classe | Moto   |  |  |  |  |  |  |  |  |   | Punti | Pos. |
| ---- | ------ | ------ |  |  |  |  |  |  |  |  | - | ----- | ---- |
| 1953 | 500    | Norton |  |  |  |  |  |  |  |  | 8 | 0     |      |

| 1954 | Classe | Moto   |  |  |  |  |  |  |  |  |     | Punti | Pos. |
| ---- | ------ | ------ |  |  |  |  |  |  |  |  | --- | ----- | ---- |
| 1954 | 500    | Norton |  |  |  |  |  |  |  |  | Rit | 0     |      |

| Legenda | 1º posto        | 2º posto            | 3º posto            | A punti      | Senza punti        | Grassetto – Pole position Corsivo – Giro più veloce |
| Legenda | Gara non valida | Non qual./Non part. | Ritirato/Non class. | Squalificato | '-' Dato non disp. | Grassetto – Pole position Corsivo – Giro più veloce |

## Risultati in Formula 1
| 1960 | Scuderia       | Vettura       |     |  |  |  |  |  |  |  |  |  |  | Punti | Pos. |
| ---- | -------------- | ------------- | --- |  |  |  |  |  |  |  |  |  |  | ----- | ---- |
| 1960 | Pilota privato | Maserati 250F | Rit |  |  |  |  |  |  |  |  |  |  | 0     |      |

| Legenda | 1º posto     | 2º posto | 3º posto    | A punti         | Senza punti/Non class.  | Grassetto – Pole position Corsivo – Giro più veloce |
| Legenda | Squalificato | Ritirato | Non partito | Non qualificato | Solo prove/Terzo pilota | Grassetto – Pole position Corsivo – Giro più veloce |